# Auguste Bardey
Auguste Bardey est un musicien et sculpteur français né à Baume-les-Dames (Doubs) le 8 novembre 1838 et mort à Paris le 6 avril 1876.

## Biographie
Auguste Bardey commence par être musicien et fait partie d'un orchestre lorsque, sa santé ne lui permettant pas de continuer ce métier qui le fatiguait, il préfère s'adonner à la sculpture et devenir élève d'Auguste Dumont. Il débute au Salon de 1867.
Il meurt à son domicile au 3, rue Campagne-Première à Paris, au mois d'avril 1876.
Le peintre Louis Français, qui l'avait connu et qui s'intéressait à sa mémoire, écrivit le 15 mai 1876 au critique d'art Philippe Burty pour demander que la dernière statue de l'artiste, Le Barbier du roi Midas, exposée alors au Salon, fût acquise par l'État et fondue en bronze, mais cette intervention n'eut pas de résultat. 

## Œuvres
- Portrait de M. G…, buste en plâtre, Salon de 1867 (no 2124).
- Portrait de Mlle U…, médaillon en marbre, Salon de 1867 (no 2125).
- Le Berger Tircis et les poissons, statue en plâtre, Salon de 1868 (no 3406). Le marbre, exposé au Salon de 1869 (no 3232), fut acquis par l'État, le 26 mai de la même année, moyennant 8 000 francs. Il a été envoyé au musée de Montbéliard en décembre 1878.
- Le Barbier du roi Midas, statue en plâtre. Salon de 1876 (no 3059).